# Policejní akademie České republiky v Praze
Policejní akademie České republiky v Praze (zkratka PA ČR, někdy též podle domény POLAC) je jediná policejní vysoká škola v České republice.
Policejní akademie České republiky v Praze je státní vysoká škola univerzitního typu, která má na rozdíl od veřejných vysokých škol omezenou samosprávu, není právnickou osobou, ale organizační složkou Ministerstva vnitra a práva příslušející jinak ministru školství (MŠMT) vůči vysokým školám vykonává ministr vnitra. Škola nabízí bakalářské, magisterské i doktorské (Ph.D.) studijní programy, v prezenční i kombinované formě.
V areálu původně sídlila Vysoká škola Sboru národní bezpečnosti. Policejní akademie byla původně formálně zřízena zákonem č. 26/1993 Sb., který uvádí jako její oficiální název: Policejní akademie České republiky, novější zákon č. 111/1998 Sb. (vysokoškolský zákon) však ve své příloze uvádí jakožto oficiální název této školy: Policejní akademie České republiky v Praze, ten má rovněž tato škola uveden ve svém statutu a používá jej (včetně ofic. zkratky PA ČR).
Na PA ČR mohou studovat nejen policisté ve služebním poměru, ale i zaměstnanci ministerstva vnitra a ostatních resortů, jejichž složky rovněž uskutečňují ochranu práva, rovněž na škole mohou studovat i civilní uchazeči, po dosažení maturity, kteří mají zájem studovat na vysoké škole s bezpečnostně právní problematikou a projdou přijímacím řízením.
PA ČR vzdělává především odborníky pro odpovídající stupně řídících funkcí a pro specializované profese v bezpečnostních sborech, jedná se především o resort Ministerstva vnitra České republiky, Policii České republiky, obecní a městské policie, Vojenskou policii, Celní správu, Bezpečnostní informační službu, Vězeňskou službu, ale též i pro soukromé bezpečnostních služby. Civilní absolventi se po ukončení studia mohou ucházet o přijetí do služebního poměru u Policie ČR nebo se případně mohou uplatnit jako řídící pracovníci a specialisté při zajišťování bezpečnosti ve veřejném a soukromém sektoru bezpečnostních služeb, v průmyslu, peněžnictví a v jiných hospodářských oborech, rovněž mohou absolventi PA ČR nacházet uplatnění jako pracovníci úřadů státní správy či místní samosprávy.

## Fakulty
- Fakulta bezpečnostně právní
- Fakulta bezpečnostního managementu